# Стародуб Андрій Вікторович (історик)
Андрій Вікторович Стародуб (нар. 25 вересня 1973, Вільшанка) — український історик, кандидат історичних наук з 1999 року.

## Біографія
Народився 25 вересня 1973 року в селі Вільшанці Крижопільського району Вінницької області в сім'ї службовців. З 1990 по 1995 рік навчався на історичному факультеті Кіровоградського державного педагогічного інституту імені Володимира Винниченка. У 1995—1996 роках — викладач кафедри народознавства цього ж вузу.
У 1996—1999 роках — аспірант Інституту української археографії та джерелознавства імені М. С. Грушевського (науковий керівник доктор історичних наук, професор Василь Ульяновський). У 1999 році там же захистив кандидатську дисертацію на тему «Юрисдикційна політика Російської Православної Церкви 1917—1921 років: Український аспект». З 1999 працював у відділі вивчення та публікації джерел з історії України Інституту української археографіїта джерелознавства імені М. С. Грушевського: у 1999—2000 роках — провідний археограф, у 2000—2002 роках — науковий співробітник, з 2002 року. — старший науковий співробітник.

## Наукова діяльність
Досліджує проблеми історії православ'я в Україні в кінці XIX — початку XX століття. Серед робіт:
- Архієпископ Алексій (Дородніцин) і український церковний рух (1917—1919) // Київська старовина. — 1999. — № 5. — С. 120—126.
- Українська державність 1917—1921 років «очима» священноначалія Російської Православної Церкви: еволюція неприйняття // Просемінарій. Історія Церкви, науки і культури. — Випуск 3. — Київ, 1999. - С. 190-203
- The «Ukrainian issue» in relation of the world Christianity centers // Monitoring foreign and security politicy of Ukraine. — 2001. — № 1;
- Православна Церква в Польщі на початку 1920-х років крізь призму процесу над Павлом Латишенком (архімандритом Смарагдом) // Наукові записки. Збірка праць молодих вчених та аспірантів. — Київ; Хмельницький, 2002. — Том 8. — Частина ІІ;
- Листи єпископа Парфенія (Левицького) до Ореста Левицького та Єлисея Трегубова як джерело до вивчення історії видання українського перекладу Євангелія // Український археографічний щорічник. — К., 2002. — Вип. 7. — С. 356-388.
- Митрополит Михаїл (Єрмаков) (1862—1929): деякі аспекти останнього періоду діяльності та обставини смерті // Наукові записки. — К., 2002. — Т. 9. — С. 442—479.
- 60-уеаг anniversaiy of Volyn events in 1943, and the process of purification of historical memory of Uicrainian and Poland nations // Ukrainian Monitor. — 2003. -№ 2;
- Видання українського перекладу Євангелія (1905—1912) (за матеріалами архіву Московської Синодальної Друкарні) // Проблеми історії України XIX — початку XX століття. — Випуск 6. — Київ, 2003;
- Ціна питання. До 80-ї річниці з дня підписання Патріаршого і Синодально-канонічного Томоса про визнання автокефалії Православної Церкви в Польщі // Людина і світ. — 2004. — № 7. — С. 18-23
- People and Digits. Current Ukrainian Labor Migration in Terms of Electoral Wars // Ukrainian Monitor. — 2004. — № 2;
- Академія в останні роки свого існування (1919—1923) // Національний Університет Києво-Могилянська академія: Наукові записки. — Том 35 «Київська Академія». — Київ, 2005.
- Всеукраїнський православний церковний Собор 1918 року: огляд джерел. — К., 2010. — 236 с. — ISBN 978-966-02-5641-5

Автор статей до Енциклопедії сучасної України.